# Сімферопольське вище військово-політичне будівельне училище
Сімферопольське вище військове будівельне училище(СВВБУ) — військово-навчальне формування, вищий військовий навчальний заклад Збройних сил України, що дислокувався у місті Сімферополь.

## Історія закладу
Училище сформоване у 1967 році, як Сімферопольське вище військово-політичне будівельне училище. 7 листопада 1967 року вийшов перший номер газети новоствореного військового навчального закладу «Боєць партії». 27 лютого 1968 року училищу було вручено Бойовий Прапор. Перший випуск офіцерів-політпрацівників відбувся у 1971 році.
У навчальному закладі готували офіцерів-політпрацівників для військово-будівельних частин, а також дорожніх та залізничних військ СРСР. Термін навчання — 4 роки. Після закінчення училища присвоювалося військове звання лейтенанта, кваліфікація офіцера з вищою військово-політичною освітою та вручався диплом загальносоюзного зразка. Відповідно до цивільної спеціалізації надавалася кваліфікація за спеціальністю «Вчитель історії СРСР та суспільствознавства». До військово-політичних училищ приймалися військовослужбовці строкової та надстрокової служби, а також особи, що перебувають у запасі, випускники суворовських та нахімовських училищ, прапорщики та мічмани, цивільна молодь, яка має загальну середню освіту, з числа членів та кандидатів у члени КПРС та комсомольців, придатних за станом здоров'я для служби у Збройних Силах СРСР.
До 1984 року викладання військових, соціально-політичних, загальноосвітніх, спеціальних будівельних дисциплін в училищі вели 25 кандидатів наук та 18 доцентів. Постійно удосконалювалась і розширювалась навчально-матеріальна база училища. Якщо з утворенням вишу його територія з двома навчальними та лабораторними корпусами займала 1,2 га, то вже до 1980 року вона становила 12 га. На них розташовувалися: управління училища, чотири навчальні корпуси, дві казарми для проживання курсантів, гуртожиток для курсантів випускного курсу, офіцерська кав'ярня, будівля курсантської їдальні, спортивний зал, стадіон, клуб, будівля друкарні та бібліотеки, містечко бойової та навчальної техніки, навчальний центр у селі Перевальне Сімферопольського району. До 110-ї річниці від дня народження В. І. Леніна в училищі було створено Ленінську меморіальну залу та музей Бойової слави. Особливою гордістю була бібліотека з великим книжковим фондом — понад 220 тис. одиниць видань різної літератури.
Постановою Кабінету міністрів України від 19 серпня 1992 року № 490 «Про реформу системи військової освіти» Сімферопольське вище військово-політичне будівельне училище перейменоване у Сімферопольське вище військове будівельне училище.
У 1996 році здійснено останній випуск офіцерів. За цей час з його стін було випущено понад 15 тисяч спеціалістів. Цього ж року училище було остаточно розформоване та закрите.

## Структура закладу
- Управління
- Кафедри:

- Марксистсько-ленінської філософії
- Партійно-політична робота
- Історії КПРС
- Наукового комунізму
- Політичної економії та військової економіки
- Військової педагогіки та психології
- Іноземних мов
- Фізичної підготовки та спорту
- Тактики та загальновійськових дисциплін
- Військових будівель та споруд
- Будівельних машин та механізмів
- Будівельних матеріалів та деталей
- Організації та економіки будівництва
- Інженерних конструкцій
- Залізничних військ
- Загальноосвітніх та загальнотехнічних дисциплін

- Батальйон забезпечення навчального процесу

## Начальники училища
- генерал-майор Аверін Олександр Семенович (1967—1974)
- генерал-майор Карпенко Петро Іванович (1974—1980)
- генерал-майор Гудимов Юрій Якович (1980—1986)
- генерал-майор Павліченко Віталій Купріянович (1986—1993)
- генерал-майор Фролов Валерій Семенович (1994—1995)